# پی‌پی‌اف
پی‌پی‌اف (انگلیسی: PPF) شرکت خدمات مالی در جمهوری چک است، که در زمینه ارائه خدمات بانکداری خرد، مدیریت سرمایه‌گذاری و خدمات بیمه فعالیت می‌نماید.
شرکت پی‌پی‌اف در سال ۱۹۹۱ توسط پیتر کلنر با سرمایه تنها ۳٫۳۰۰ دلار، در شهر تپلیتسه راه‌اندازی شد و در حال حاضر بزرگترین شرکت سرمایه‌گذاری و بیمه در جمهوری چک می‌باشد. دفتر مرکزی این شرکت در شهر آمستردام، هلند قرار دارد.